# 힘나시아 후후이
클루브 아틀레티코 힘나시아 이 에스그리마(스페인어: Club Atlético Gimnasia y Esgrima)는 아르헨티나 후후이주의 산살바도르를 연고로 하는 스포츠 클럽으로, 1931년 3월 18일 창단되었다. 아르헨티나 내에 "힘나시아 이 에스그리마"라는 이름의 클럽들이 여러팀이 존재하기 때문에 뒤에 연고지를 붙여서 힘나시아 이 에스그리마 데 후후이(스페인어: Club Atlético Gimnasia y Esgrima fe Jujuy)라고 명명하기도 하며 간단하게 힘나시아 후후이로 부르기도 한다.
힘나시아 후후이는 아르헨티나 북서부에서 가장 비중 있는 축구팀이며, 이 팀은 비록 많은 시즌을 2부 리그에서 보냈지만 프리메라 디비시온에서 활약한 시즌도 꽤 많은 편으로 가장 통산 세 차례 4위까지 오른 적이 있다. 특히 1993/94년 나시오날 B에서 우승하여 2000년 강등될 때까지는 계속 프리메라 디비시온에 머물러 있었다. 그러던 중, 2004/05 시즌 다시 프리메라 B 나시오날 클라우수라 우승컵을 차지하며 프리메라 디비시온으로 다시 돌아올 수 있었다.

## 우승 기록
- 프리메라 나시오날
  - 우승 (1회): 1993-94